# 舟本真理
舟本 真理（ふなもと まり、1986年7月1日 - ）は、チューリップテレビのアナウンサーである。元NHK富山放送局キャスター、元北日本放送アナウンサー。

## 来歴・人物
- 富山県富山市出身。
- 札幌聖心女子学院高等学校、東洋英和女学院大学国際社会学部を卒業。
- 2009年4月、NHK富山放送局に入局。
- 2017年9月まで、北日本放送に勤務。
- 学生時代は雑誌RayやJJ、1度目のNHK富山退局後はCanCamの読者モデルをしていた。
- 恋のから騒ぎ15期生、第13回新橋こいち祭浴衣美人コンテストの準グランプリでもある。
- パナソニック イオンスチーマー ナノケアのCMに出演していた。
- 新説!?日本ミステリーのミステリー調査員として、リポーターの経験がある。
- 趣味は料理。フードアナリスト、パン講師の資格を持っている。
- 2019年4月、再びNHK富山放送局に入局。
- 2023年3月、NHK富山放送局を退局。
- 2023年4月、チューリップテレビに勤務。

## 現在の担当番組
- ニュース6（月火水担当）

## 過去の担当番組

### NHK富山（テレビ）
- イブニングアクセス富山（2009年 - 2010年）
- ニュース富山人（2019年 - 2023年）

など

### 北日本放送（テレビ）
- いっちゃん☆KNB（2014年3月31日 - 2015年3月27日、前半部司会、北陸3県イイトコどり～ ）
- KNBニュース

など

### 北日本放送（ラジオ）
- ご近所ラジオKNB!
- KNBニュース

など